# Хаваст (станція)
Хаваст (узб. Xovos) — сортувальна залізнична станція, розташована в південній частині Голодного степу, за 150 км на південь від Ташкента. Від станції ведуть колії на північ, у бік Ташкента, та на схід, до Ферганської долини. Раніше існували колії на захід, у напрямку Самарканда, але після 2010 року їх розібрали, і станція втратила статус вузлової.

## Історія
Станцію збудовано до Жовтневого перевороту під час прокладання Середньоазійської залізниці, яка продовжилася у вигляді Самарканд-Андижанської лінії. Залізниці на Хаваст-Ташкент та  Маргілан були прокладені територією Туркестану за рахунок державних коштів.
Спочатку станція мала назву Черняєво, розташовану в Ходжентському повіті Самаркандської області Російської Імперії, на честь Черняєва Михайла Григоровича, який згодом обійняв посаду Туркестанського генерал-губернатора.
1 травня 1899 року було відкрито рух залізницею Черняєво — Андижан у складі Середньоазійської залізниці.
Так само проходив поштовий тракт від станції Черняєво до міста Ура-Тюбе, довжина якого становила 37 верст.
У грудні 1906 року Сергій Михайлович Прокудін-Горський вперше вирушив до Туркестану з метою зафіксувати сонячне затемнення, яке відбулося 1 січня 1907 року (за новим стилем — 14 січня). Місцем його подорожі стали гори Тянь-Шаню, неподалік станції Черняєве, розташованої над Салюктинськими копальнями. Ця місцевість належить до північних відрогів Туркестанського хребта Гіссаро-Алайської гірської системи Паміро-Алайю, що на сході з'єднуються з Ферганським хребтом Тянь-Шаньської гірської системи. Хоча зафіксувати затемнення йому не вдалося через хмарність, Прокудін-Горський створив безліч кольорових знімків Голодного степу, Самарканда та Бухари.
З 1919 року станція носила ім'я Урсатіївська на честь Урсаті Олександра Івановича, інженера шляхів сполучення та начальника будівництва Самарканд-Андижанської залізничної лінії. У 1899 році, за успішне завершення будівництва Середньоазійської залізниці, О. І. Урсаті був достроково підвищений до дійсних статських радників, що відповідно до «Табелі про ранги» надало йому звання генерала.
Зміна назви на Хаваст (узбецькою — Ховос) відбулася в 1963 році. Нову назву було обрано на честь однойменного кишлаку Хаваст, що розташований всього за два кілометри від станції.
У середині XX століття, за 6 км на північ від Хаваста, розпочалося будівництво міста Янгієр, що в перекладі з узбецької означає «Нова Земля».

## У літературі

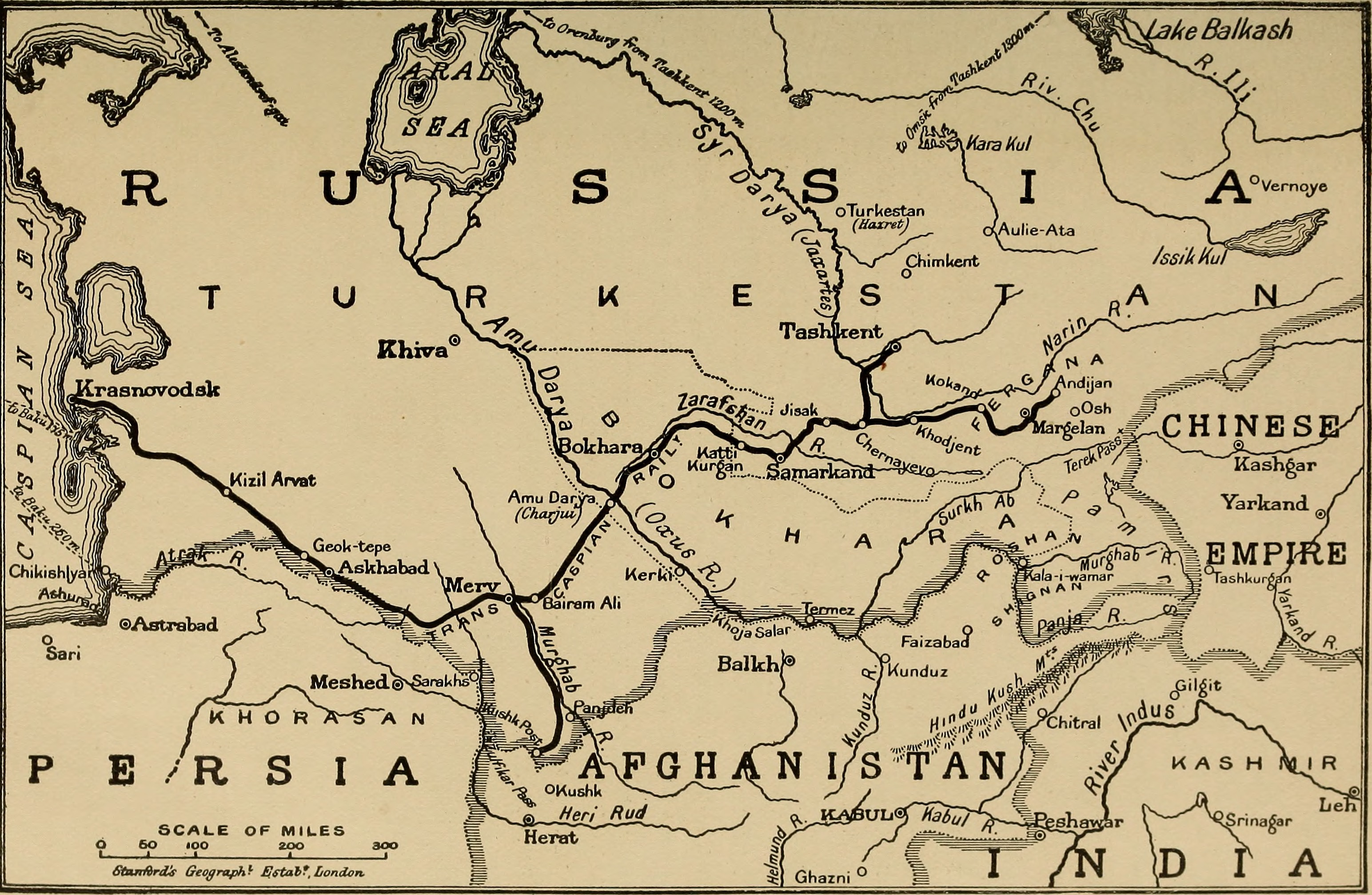
«Вся Росія: подорожі та дослідження сучасною Європейською Росією, Фінляндією, Сибіром, Кавказом і Середньою Азією» Норман Генрі, 1902

Станція споруджуваної залізниці 1898 року та пан Урсаті згадуються в записках російської мандрівниці Юлії Дмитрівни Головніної під назвою «На Памірах».
Норман Генрі описує свої враження від подорожі Росією, зокрема поїздки потягом через Середню Азію по Середньоазійській залізниці та через станцію Черняєве, у своїй книжці «Вся Росія: подорожі та дослідження сучасною Європейською Росією, Фінляндією, Сибіром, Кавказом і Середньою Азією» (1902).